# 单晶

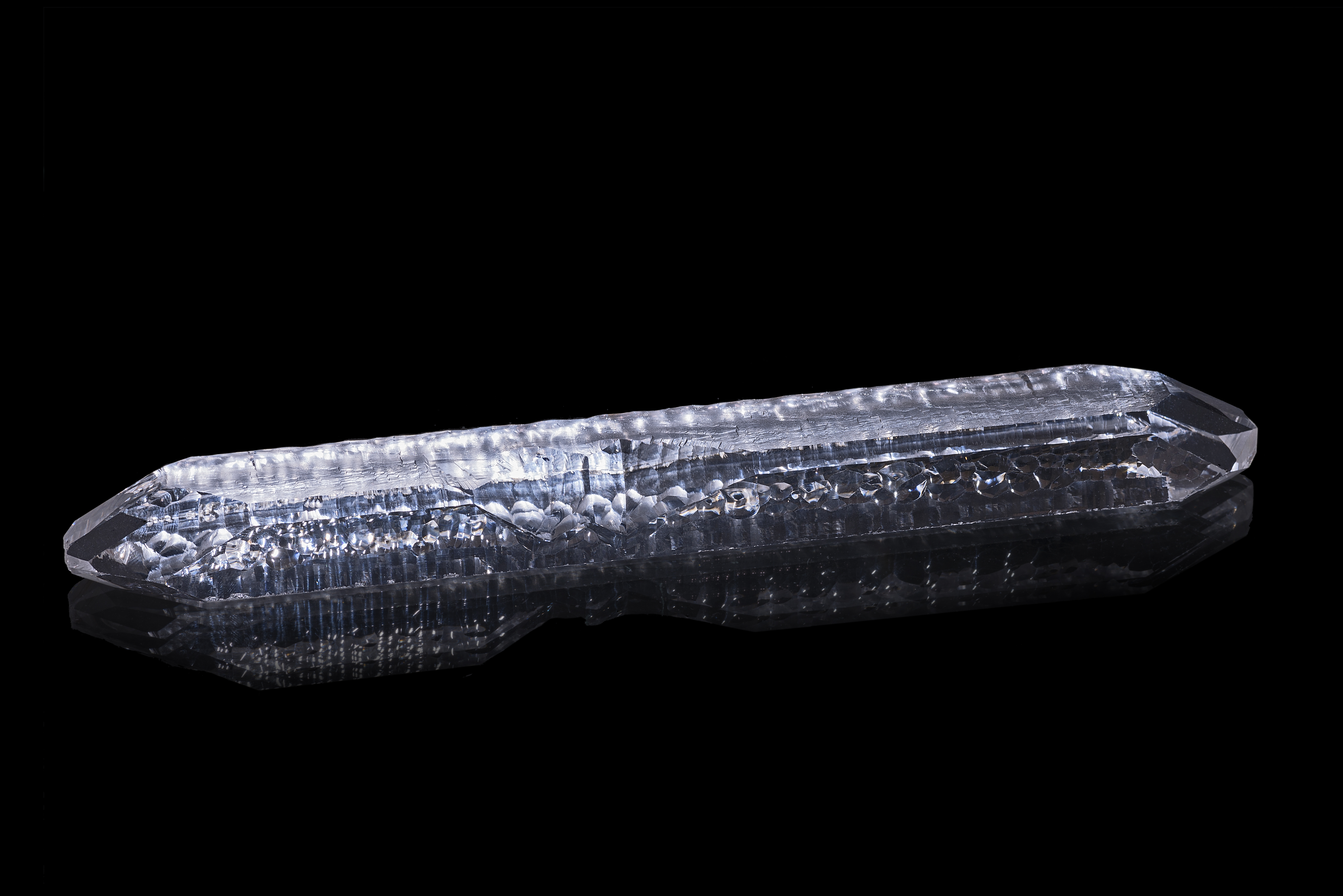
一块通过水热合成法得到的水晶单晶

单晶是指其内部微粒有规律地排列在一个空间格子内的晶体。其晶体结构是连续的，或者可以说，在宏观尺度范围内单晶不包含晶界。
与单晶相对的，是众多晶粒组成的多晶。
单晶材料是一种应用日益广泛的新材料，由单独的一个晶体组成，其衍射花样为规则的点阵。相对普通的多晶体材料性能特殊，一般采用提拉法制备。
單晶根據晶體生長法製作分為：
1. 藉由柴可拉斯基法：將複晶晶體提煉成對稱的、有規律的、成幾何型的單晶晶格結構。
2. 浮區法：可將低純度矽晶體提煉成對稱的、有規律的、成幾何型的單晶晶格結構。（浮區矽）